# Waar is de hemel?
Waar is de hemel? is een roman van de Nederlandse schrijver Dolf Kloek, uitgegeven door Zomer & Keunings in Wageningen. Dolf Kloek schreef de roman in de winter van 1953/1954 maar het boek werd pas uitgebracht in 1959.

## Verhaal
In 1938 begint de jonge onderwijzer Frank Sanders met zijn nieuwe baan bij een openbare school in Amsterdam. Het zijn de jaren van oorlogsdreiging en mobilisatie. Frank is zojuist afgestudeerd. Hij heeft een Christelijke achtergrond maar hij kan alleen werk vinden bij een openbare school. Hij gaat wonen op een klein zolderkamertje. De school ligt in het hart van donker Amsterdam en de leerlingen komen uit arme achterbuurten. Een van zijn leerlingen, Klaas Jonker, wordt ziek en moet thuisblijven. Frank gaat regelmatig bij hem op huisbezoek maar hij wordt niet echt hartelijk ontvangen door de ouders van Klaas, die hun kind verwaarlozen.
Op de school kan Frank direct goed opschieten met Vera Tillard, een jonge collega. Hij gaat vaak op bezoek bij Vera en haar vader. Daar vindt hij een gezellige en altijd hartelijke thuisbasis. Dit in groot contrast met de ijskoude ontvangst van de moeder van Klaas. Intussen gaat de toestand van Klaas snel achteruit. Het bed van Klaas staat in een donker alkoof en Frank wil proberen om de omstandigheden van Klaas te verbeteren. Maar de ouders werken niet mee. Mimi is een oudere zus van Klaas. Ze is een intelligente verleidelijke jonge vrouw die door haar moeder wordt vereerd en ze is vaak aanwezig als Frank op ziekenbezoek komt bij Klaas. Mimi heeft veel in te brengen in het huishouden. Frank beseft dat hij op goede voet met haar moet komen om te proberen de omstandigheden van Klaas te verbeteren.